# Dragiša Cvetković
Pour les articles homonymes, voir Cvetković.
Dragiša Cvetković (en serbe cyrillique : Драгиша Цветковић), né le 15 janvier 1893 à Niš et mort le 18 février 1969, est un homme politique serbe. Il fut Premier ministre du royaume de Yougoslavie de 1939 à 1941.

## Biographie
Dragiša Cvetković fut nommé Président du Conseil, notamment pour entamer des négociations avec le Parti paysan croate qui s'agitait à l'intérieur du royaume de Yougoslavie. Il œuvra en faveur de la décentralisation ; dans ce cadre, il participa à la création de la Banovina de Croatie, également appelée Banat de Croatie ; le nom de Dragiša Cvetković est ainsi associé à celui du croate Vladko Maček, avec qui il conclut l'accord Cvetković-Maček (26 août 1939).
Dans les mois qui suivirent, la politique de Cvetković fut de préserver, le plus possible, le royaume d'une implication directe dans la Seconde Guerre mondiale. Mais le 25 mars 1941, sous la pression d’Hitler, Dragiša Cvetković et son ministre des Affaires étrangères signèrent à Vienne une entente de neutralité de la Yougoslavie avec les signataires du Pacte tripartite, signifiant ainsi le refus du pays d'entrer en guerre aux côtés du Royaume-Uni, sans pour autant appuyer les puissances de l’Axe. Malgré cela, à Belgrade, cette décision suscita immédiatement de nombreuses et importantes manifestations de rue ; et, le 27 mars, un coup d'État, conduit par le général Dušan Simović et organisé par le général Borivoje Mirković, força le prince Paul à quitter le pouvoir et installa sur le trône le roi Pierre II en proclamant sa majorité.
Le 25 septembre 2009, la haute cour régionale de Niš, ville natale de Dragiša Cvetković, l'a réhabilité en le déchargeant des accusations portées contre lui par le gouvernement yougoslave en 1945. Il a été reconnu que loin d'avoir signé l'adhésion de la Yougoslavie au Pacte tripartite, Dragiša Cvetković avait le mandat de négocier la neutralité avec les puissances de l’Axe. Cette neutralité devait assurer à la Yougoslavie son intégrité territoriale, exclure toute participation militaire yougoslave à l'effort de guerre nazi et priver les troupes de l’Axe de tout transport via le territoire yougoslave. Ni l'acte d'accusation, ni le jugement de Dragiša Cvetković datant de 1945 n'ont été produits publiquement depuis 64 ans, ni même retrouvés dans les archives gouvernementales.